# Die Flippers/Diskografie
Diese Diskografie ist eine Übersicht über die musikalischen Werke der deutschen Schlagerband Die Flippers und dem Vorgänger Dancing Show Band sowie ihrer Pseudonyme wie Les Flippers. Den Quellenangaben zufolge hat sie bisher mehr als 40 Millionen Tonträger verkauft. Die Band verkaufte laut Schallplattenauszeichnungen alleine in Deutschland über neun Millionen Tonträger und zählt zu den Interpreten mit den meisten verkauften Tonträgern des Landes. Ihre erfolgreichsten Veröffentlichungen sind die Alben Liebe ist … – Die schönsten Liebeslieder der Welt, Lotosblume, Sommerträume und Rote Rosen mit jeweils über 500.000 verkauften Einheiten.
Bei der Diskografie ist zu berücksichtigen, dass diese sich nur auf offizielle Tonträger beschränkt. Neben den offiziellen, größtenteils im deutschsprachigen Raum veröffentlichten Tonträgern, erschienen auch diverse Label-Veröffentlichungen. Tonträger, die durch Sublabels aus Werbezwecken und nicht durch die offiziellen Musiklabels (Bellaphon Records, Dino Records und Ariola) erschienen, wurden nur berücksichtigt, wenn diese Chartplatzierungen oder Verkäufe nachweisen können und somit zum kommerziellen Erfolg der Band beitragen. Eigenen Angaben zufolge erschienen schätzungsweise über 300 Kompilationen der Band.

## Alben

### Studioalben
| Jahr | Titel Musiklabel                                                       | Höchstplatzierung, Gesamtwochen, AuszeichnungChartplatzierungen (Jahr, Titel, Musiklabel, Platzierungen, Wochen, Auszeichnungen, Anmerkungen) | Höchstplatzierung, Gesamtwochen, AuszeichnungChartplatzierungen (Jahr, Titel, Musiklabel, Platzierungen, Wochen, Auszeichnungen, Anmerkungen) | Höchstplatzierung, Gesamtwochen, AuszeichnungChartplatzierungen (Jahr, Titel, Musiklabel, Platzierungen, Wochen, Auszeichnungen, Anmerkungen) | Anmerkungen                                                  |
| Jahr | Titel Musiklabel                                                       | DE | AT | CH | Anmerkungen                                                  |
| ---- | ---------------------------------------------------------------------- | --- | --- | --- | ------------------------------------------------------------ |
| 1970 | Die Flippers auch bekannt als: Sha La La, I Love You Bellaphon Records | — | — | — | Erstveröffentlichung: 1970                                   |
| 1972 | Alles Liebe Bellaphon Records                                          | — | — | — | Erstveröffentlichung: 1972                                   |
| 1974 | Komm auf meine Insel Bellaphon Records                                 | — | — | — | Erstveröffentlichung: 7. März 1974                           |
| 1975 | Das Schönste im Leben Bellaphon Records                                | — | — | — | Erstveröffentlichung: 28. Januar 1975                        |
| 1975 | Die schönsten Volkslieder Bellaphon Records                            | — | — | — | Erstveröffentlichung: 9. Juli 1975                           |
| 1976 | Von Herz zu Herz Bellaphon Records                                     | — | — | — | Erstveröffentlichung: 26. Februar 1976                       |
| 1976 | Marlena Bellaphon Records                                              | — | — | — | Erstveröffentlichung: 20. August 1976                        |
| 1977 | Kinder des Sommers Bellaphon Records                                   | — | — | — | Erstveröffentlichung: 13. August 1977                        |
| 1979 | Heimweh nach Tahiti Bellaphon Records                                  | — | — | — | Erstveröffentlichung: 18. Mai 1979                           |
| 1980 | Immer nur träumen Bellaphon Records                                    | — | — | — | Erstveröffentlichung: 15. August 1980                        |
| 1982 | Wünsche fliegen übers Meer Bellaphon Records                           | — | — | — | Erstveröffentlichung: 22. März 1982                          |
| 1983 | Ich halt’ zu Dir Bellaphon Records                                     | — | — | — | Erstveröffentlichung: 21. März 1983                          |
| 1984 | Ich kann den Anderen in deinen Augen sehen Bellaphon Records           | — | — | — | Erstveröffentlichung: 15. Oktober 1984                       |
| 1985 | Auf rote Rosen fallen Tränen Bellaphon Records                         | — | — | — | Erstveröffentlichung: 24. September 1985                     |
| 1986 | Nur wer die Sehnsucht kennt Bellaphon Records                          | DE12 Gold · (15 Wo.)DE | — | — | Erstveröffentlichung: 2. September 1986 Verkäufe: + 250.000  |
| 1987 | Aus Liebe weint man nicht Bellaphon Records                            | DE14 Gold · (15 Wo.)DE | — | CH19 (4 Wo.)CH | Erstveröffentlichung: 31. August 1987 Verkäufe: + 250.000    |
| 1988 | Nur für Dich Bellaphon Records                                         | DE14 Gold · (17 Wo.)DE | — | — | Erstveröffentlichung: 5. September 1988 Verkäufe: + 250.000  |
| 1989 | Liebe ist … – Die schönsten Liebeslieder der Welt Dino Records         | DE3 Platin · (33 Wo.)DE | — | CH11 (7 Wo.)CH | Erstveröffentlichung: 1. März 1989 Verkäufe: + 500.000       |
| 1989 | Lotosblume Dino Records                                                | DE5 Platin · (31 Wo.)DE | — | — | Erstveröffentlichung: 1. September 1989 Verkäufe: + 500.000  |
| 1990 | Sieben Tage Sonnenschein Dino Records                                  | DE6 Gold · (23 Wo.)DE | — | CH36 (2 Wo.)CH | Erstveröffentlichung: September 1990 Verkäufe: + 250.000     |
| 1991 | Liebe ist … 2 – Melodie d’amour Dino Records                           | DE7 (21 Wo.)DE | AT21 (6 Wo.)AT | — | Erstveröffentlichung: März 1991                              |
| 1991 | Träume einer Nacht Dino Records                                        | DE22 Gold · (16 Wo.)DE | — | — | Erstveröffentlichung: November 1991 Verkäufe: + 250.000      |
| 1992 | Liebe ist eine Rose Ariola (BMG)                                       | DE16 Gold · (14 Wo.)DE | — | — | Erstveröffentlichung: 5. Oktober 1992 Verkäufe: + 250.000    |
| 1993 | Sehnsucht nach irgendwo Ariola (BMG)                                   | DE14 Gold · (15 Wo.)DE | — | — | Erstveröffentlichung: 4. Oktober 1993 Verkäufe: + 250.000    |
| 1994 | Unsere Lieder Ariola (BMG)                                             | DE3 Gold · (25 Wo.)DE | AT20 (4 Wo.)AT | — | Erstveröffentlichung: 9. Mai 1994 Verkäufe: + 250.000        |
| 1994 | Sayonara Ariola (BMG)                                                  | DE13 Gold · (16 Wo.)DE | — | — | Erstveröffentlichung: 10. Oktober 1994 Verkäufe: + 250.000   |
| 1995 | Sommersprossen Ariola (BMG)                                            | DE14 Gold · (19 Wo.)DE | — | — | Erstveröffentlichung: 4. September 1995 Verkäufe: + 250.000  |
| 1996 | Liebe ist … 3 – Mein erster Gedanke Ariola (BMG)                       | DE7 (17 Wo.)DE | AT34 (5 Wo.)AT | — | Erstveröffentlichung: 26. April 1996                         |
| 1996 | Rote Sonne, weites Land Ariola (BMG)                                   | DE24 (12 Wo.)DE | — | — | Erstveröffentlichung: 30. September 1996                     |
| 1997 | Ein Herz aus Schokolade Ariola (BMG)                                   | DE12 Gold · (17 Wo.)DE | — | — | Erstveröffentlichung: 8. September 1997 Verkäufe: + 250.000  |
| 1998 | Das Leben ist eine Wundertüte Ariola (BMG)                             | DE11 Gold · (14 Wo.)DE | — | — | Erstveröffentlichung: 21. September 1998 Verkäufe: + 250.000 |
| 1999 | Maskenball Ariola (BMG)                                                | DE8 Gold · (12 Wo.)DE | — | — | Erstveröffentlichung: 1. Oktober 1999 Verkäufe: + 150.000    |
| 2000 | Der Floh in meinem Herzen Ariola (BMG)                                 | DE7 Platin · (16 Wo.)DE | — | — | Erstveröffentlichung: 25. September 2000 Verkäufe: + 300.000 |
| 2001 | Das muss doch Liebe sein Ariola (BMG)                                  | DE11 Gold · (16 Wo.)DE | AT70 (1 Wo.)AT | CH66 (1 Wo.)CH | Erstveröffentlichung: 8. Oktober 2001 Verkäufe: + 150.000    |
| 2002 | Isabella Ariola (BMG)                                                  | DE4 Gold · (20 Wo.)DE | — | — | Erstveröffentlichung: 16. September 2002 Verkäufe: + 150.000 |
| 2003 | Immer, immer wieder Ariola (BMG)                                       | DE9 Gold · (15 Wo.)DE | — | — | Erstveröffentlichung: 15. September 2003 Verkäufe: + 100.000 |
| 2004 | Solang in uns ein Feuer brennt Ariola (Sony BMG)                       | DE8 Gold · (7 Wo.)DE | AT58 (3 Wo.)AT | CH74 (1 Wo.)CH | Erstveröffentlichung: 6. September 2004 Verkäufe: + 100.000  |
| 2005 | Hundertmal Ariola (Sony BMG)                                           | DE5 Gold · (18 Wo.)DE | AT19 (3 Wo.)AT | CH93 (1 Wo.)CH | Erstveröffentlichung: 19. September 2005 Verkäufe: + 100.000 |
| 2006 | Du bist der Oscar meines Herzens Ariola (Sony BMG)                     | DE9 (6 Wo.)DE | AT56 (3 Wo.)AT | CH74 (1 Wo.)CH | Erstveröffentlichung: 15. September 2006                     |
| 2007 | Kein Weg zu weit Ariola (Sony BMG)                                     | DE7 (7 Wo.)DE | AT60 (4 Wo.)AT | CH50 (2 Wo.)CH | Erstveröffentlichung: 7. September 2007                      |
| 2008 | Ay, Ay, Herr Kapitän Ariola (Sony BMG)                                 | DE10 Gold · (10 Wo.)DE | AT51 (2 Wo.)AT | CH51 (2 Wo.)CH | Erstveröffentlichung: 12. September 2008 Verkäufe: + 100.000 |
| 2009 | Aloha He, Stern der Südsee Ariola (Sony)                               | DE7 Gold · (17 Wo.)DE | AT38 (10 Wo.)AT | CH51 (3 Wo.)CH | Erstveröffentlichung: 16. Oktober 2009 Verkäufe: + 100.000   |
| 2010 | Es war eine wunderschöne Zeit Ariola (Sony)                            | DE8 Gold · (12 Wo.)DE | AT37 (4 Wo.)AT | CH43 (4 Wo.)CH | Erstveröffentlichung: 15. Oktober 2010 Verkäufe: + 100.000   |

grau schraffiert: keine Chartdaten aus diesem Jahr verfügbar

### Livealben
| Jahr | Titel Musiklabel                                             | Höchstplatzierung, Gesamtwochen, AuszeichnungChartplatzierungen (Jahr, Titel, Musiklabel, Platzierungen, Wochen, Auszeichnungen, Anmerkungen) | Höchstplatzierung, Gesamtwochen, AuszeichnungChartplatzierungen (Jahr, Titel, Musiklabel, Platzierungen, Wochen, Auszeichnungen, Anmerkungen) | Höchstplatzierung, Gesamtwochen, AuszeichnungChartplatzierungen (Jahr, Titel, Musiklabel, Platzierungen, Wochen, Auszeichnungen, Anmerkungen) | Anmerkungen                         |
| Jahr | Titel Musiklabel                                             | DE | AT | CH | Anmerkungen                         |
| ---- | ------------------------------------------------------------ | --- | --- | --- | ----------------------------------- |
| 2021 | Für immer im Herzen – Das Abschiedskonzert Sony Music (Sony) | DE85 (1 Wo.)DE | — | — | Erstveröffentlichung: 26. März 2021 |

### Kompilationen (Auswahl)
| Jahr | Titel Musiklabel                                                    | Höchstplatzierung, Gesamtwochen/‑monate, AuszeichnungChartplatzierungen (Jahr, Titel, Musiklabel, Platzierungen, Wochen/Monate, Auszeichnungen, Anmerkungen) | Höchstplatzierung, Gesamtwochen/‑monate, AuszeichnungChartplatzierungen (Jahr, Titel, Musiklabel, Platzierungen, Wochen/Monate, Auszeichnungen, Anmerkungen) | Höchstplatzierung, Gesamtwochen/‑monate, AuszeichnungChartplatzierungen (Jahr, Titel, Musiklabel, Platzierungen, Wochen/Monate, Auszeichnungen, Anmerkungen) | Anmerkungen                                                                                              |
| Jahr | Titel Musiklabel                                                    | DE | AT | CH | Anmerkungen                                                                                              |
| ---- | ------------------------------------------------------------------- | --- | --- | --- | --- |
| 1976 | Ihre großen Erfolge Bellaphon Records                               | — | — | — | Erstveröffentlichung: 1976                                                                               |
| 1978 | Von Gestern bis Heute Bellaphon Records                             | — | — | — | Erstveröffentlichung: 24. März 1978                                                                      |
| 1978 | Portrait Bellaphon Records                                          | — | — | — | Erstveröffentlichung: 1978                                                                               |
| 1984 | Sha La La I Love You Bellaphon Records                              | — | AT6 (½ Mt.)AT | — | Erstveröffentlichung: 5. November 1984                                                                   |
| 1987 | Alles Liebe (1) Bellaphon Records                                   | — | — | — | Erstveröffentlichung: 1987                                                                               |
| 1987 | Alles Liebe (2) Bellaphon Records                                   | — | — | — | Erstveröffentlichung: 1987                                                                               |
| 1987 | Träume • Liebe • Sehnsucht – Ihre Größten Erfolge Bellaphon Records | DE5 Gold · (29 Wo.)DE | — | CH13 (6 Wo.)CH | Erstveröffentlichung: 1987 Verkäufe: + 250.000                                                           |
| 1989 | Hab’ ich dich verloren Bellaphon Records                            | — | — | — | Erstveröffentlichung: 1989                                                                               |
| 1989 | Ihre größten Erfolge Bellaphon Records                              | — | — | — | Erstveröffentlichung: 29. August 1989                                                                    |
| 1990 | Träume von Süden Bellaphon Records                                  | — | — | — | Erstveröffentlichung: 1990                                                                               |
| 1991 | Träume von Liebe Bellaphon Records                                  | — | — | — | Erstveröffentlichung: 22. April 1991                                                                     |
| 1992 | Gold Dino Records                                                   | — | — | — | Erstveröffentlichung: Januar 1992                                                                        |
| 1992 | Star Gold Karussell                                                 | DE— GoldDE | — | — | Erstveröffentlichung: 1992 Verkäufe: + 250.000                                                           |
| 1992 | Sommerträume Ariola Express (BMG)                                   | DE— PlatinDE | — | — | Erstveröffentlichung: 13. April 1992 Verkäufe: + 500.000                                                 |
| 1992 | Rote Rosen Ariola Express (BMG)                                     | DE— PlatinDE | — | — | Erstveröffentlichung: Juli 1992 Verkäufe: + 500.000                                                      |
| 1993 | Wenn dein Herz friert Ariola (BMG)                                  | — | — | — | Erstveröffentlichung: 1993                                                                               |
| 1993 | Malaika Karussell                                                   | DE— GoldDE | — | — | Erstveröffentlichung: 27. April 1993 Verkäufe: + 250.000                                                 |
| 1993 | Bleib mir treu Bellaphon Records                                    | — | — | — | Erstveröffentlichung: 5. Juli 1993                                                                       |
| 1993 | Träume der Erinnerung Bellaphon Records                             | — | — | — | Erstveröffentlichung: 19. Juli 1993                                                                      |
| 1993 | Je t’aime heißt: „Ich liebe dich“ Ariola (Sony)                     | — | — | — | Erstveröffentlichung: 14. September 1993                                                                 |
| 1993 | Die rote Sonne von Barbados Spectrum Records (Karussell)            | DE— GoldDE | — | — | Erstveröffentlichung: 3. Dezember 1993 Verkäufe: + 250.000                                               |
| 1995 | Spiel nicht mit dem Feuer Bellaphon Records                         | — | — | — | Erstveröffentlichung: 4. September 1995                                                                  |
| 1995 | Sweet, Sweet Love Bellaphon Records                                 | — | — | — | Erstveröffentlichung: 1995                                                                               |
| 1997 | Träumen mit den Flippers Ariola Express (BMG)                       | DE— GoldDE | — | — | Erstveröffentlichung: 13. Oktober 1997 Verkäufe: + 250.000                                               |
| 2004 | 35 Jahre Die Flippers – Ein Leben für die Zärtlichkeit Ariola (BMG) | DE19 Gold · (10 Wo.)DE | AT51 (2 Wo.)AT | — | Erstveröffentlichung: 15. März 2004 Verkäufe: + 100.000                                                  |
| 2005 | Das Beste Ariola Express (Sony BMG)                                 | DE— GoldDE | AT51 (2 Wo.)AT | — | Erstveröffentlichung: 11. Juli 2005 Verkäufe: + 100.000                                                  |
| 2007 | Singles 1970–1979 Vol. 1 Bellaphon Records                          | — | — | — | Erstveröffentlichung: 2007                                                                               |
| 2007 | Singles 1980–1989 Vol. 2 Bellaphon Records                          | — | — | — | Erstveröffentlichung: 18. Januar 2008                                                                    |
| 2011 | Best Of – Alle großen Hits aus 42 Jahren Ariola (Sony)              | DE* PlatinDE | AT12 (9 Wo.)AT | CH28 (9 Wo.)CH | Erstveröffentlichung: 8. April 2011 Verkäufe: + 200.000 * siehe Best of Live – Die Abschiedstournee 2011 |
| 2022 | Schlagerkönige Blueline Records (DA)                                | DE38 (1 Wo.)DE | — | CH95 (1 Wo.)CH | Erstveröffentlichung: 4. Februar 2022 mit Die Amigos                                                     |

grau schraffiert: keine Chartdaten aus diesem Jahr verfügbar

### Remixalben
| Jahr | Titel Musiklabel                              | Höchstplatzierung, Gesamtwochen, AuszeichnungChartplatzierungen (Jahr, Titel, Musiklabel, Platzierungen, Wochen, Auszeichnungen, Anmerkungen) | Höchstplatzierung, Gesamtwochen, AuszeichnungChartplatzierungen (Jahr, Titel, Musiklabel, Platzierungen, Wochen, Auszeichnungen, Anmerkungen) | Höchstplatzierung, Gesamtwochen, AuszeichnungChartplatzierungen (Jahr, Titel, Musiklabel, Platzierungen, Wochen, Auszeichnungen, Anmerkungen) | Anmerkungen                                               |
| Jahr | Titel Musiklabel                              | DE | AT | CH | Anmerkungen                                               |
| ---- | --------------------------------------------- | --- | --- | --- | --------------------------------------------------------- |
| 1999 | Das Hit-auf-Hit-Party-Album Ariola (BMG)      | DE37 Gold · (8 Wo.)DE | — | — | Erstveröffentlichung: 1. Februar 1999 Verkäufe: + 250.000 |
| 2009 | Das neue Hit auf Hit Partyalbum Ariola (Sony) | DE24 (10 Wo.)DE | AT29 (3 Wo.)AT | CH52 (11 Wo.)CH | Erstveröffentlichung: 19. Juni 2009                       |

### Weihnachtsalben
| Jahr | Titel Musiklabel                                                                                 | Höchstplatzierung, Gesamtwochen, AuszeichnungChartplatzierungen (Jahr, Titel, Musiklabel, Platzierungen, Wochen, Auszeichnungen, Anmerkungen) | Höchstplatzierung, Gesamtwochen, AuszeichnungChartplatzierungen (Jahr, Titel, Musiklabel, Platzierungen, Wochen, Auszeichnungen, Anmerkungen) | Höchstplatzierung, Gesamtwochen, AuszeichnungChartplatzierungen (Jahr, Titel, Musiklabel, Platzierungen, Wochen, Auszeichnungen, Anmerkungen) | Anmerkungen                                                                          |
| Jahr | Titel Musiklabel                                                                                 | DE | AT | CH | Anmerkungen                                                                          |
| ---- | ------------------------------------------------------------------------------------------------ | --- | --- | --- | ------------------------------------------------------------------------------------ |
| 1987 | Weihnachten mit den Flippers auch bekannt als: Die Flippers feiern Weihnachten Bellaphon Records | DE— Gold + GoldDE | — | — | Erstveröffentlichung: 19. Oktober 1987 Neuauflage: Dezember 2004 Verkäufe: + 350.000 |

## Singles
| Jahr | Titel Album                                                                                | Höchstplatzierung, Gesamtwochen/‑monate, AuszeichnungChartplatzierungen (Jahr, Titel, Album, Platzierungen, Wochen/Monate, Auszeichnungen, Anmerkungen) | Höchstplatzierung, Gesamtwochen/‑monate, AuszeichnungChartplatzierungen (Jahr, Titel, Album, Platzierungen, Wochen/Monate, Auszeichnungen, Anmerkungen) | Höchstplatzierung, Gesamtwochen/‑monate, AuszeichnungChartplatzierungen (Jahr, Titel, Album, Platzierungen, Wochen/Monate, Auszeichnungen, Anmerkungen) | Anmerkungen                                                                                     |
| Jahr | Titel Album                                                                                | DE | AT | CH | Anmerkungen                                                                                     |
| ---- | ------------------------------------------------------------------------------------------ | --- | --- | --- | ----------------------------------------------------------------------------------------------- |
| 1966 | Ring Ding –                                                                                | — | — | — | Erstveröffentlichung: 1966 als Dancing Show Band                                                |
| 1969 | Weine nicht, kleine Eva (DE-Version) Please Don’t Cry Little Eva (EN-Version) Die Flippers | DE8 (4½ Mt.)DE | — | CH4 (15 Wo.)CH | Erstveröffentlichung: August 1969 (DE-Version) Erstveröffentlichung: November 1969 (EN-Version) |
| 1969 | Nur mit dir allein Die Flippers                                                            | — | — | — | Erstveröffentlichung: Dezember 1969                                                             |
| 1970 | Sha La La, I Love You Die Flippers                                                         | DE9 (4½ Mt.)DE | AT16 (2 Mt.)AT | CH2 (11 Wo.)CH | Erstveröffentlichung: März 1970 Original: The Shuffles – Cha-La-La, I Need You                  |
| 1970 | Julia –                                                                                    | DE32 (1 Mt.)DE | AT20 (1 Mt.)AT | — | Erstveröffentlichung: September 1970 Original: John Eichendorff                                 |
| 1971 | Bye Bye bis Morgen Komm auf meine Insel                                                    | DE44 (2 Wo.)DE | — | — | Erstveröffentlichung: Januar 1971                                                               |
| 1971 | Gipsy, ich bin so allein –                                                                 | — | — | — | Erstveröffentlichung: Juni 1971                                                                 |
| 1972 | Du bist schön wie Mona Lisa Alles Liebe                                                    | — | — | — | Erstveröffentlichung: Januar 1972                                                               |
| 1972 | Mama –                                                                                     | — | — | — | Erstveröffentlichung: Mai 1972                                                                  |
| 1972 | Hello My Love Komm auf meine Insel                                                         | — | — | — | Erstveröffentlichung: Oktober 1972 (DE-Version) Erstveröffentlichung: 1973 (FR-Version)         |
| 1972 | Bleib mir treu Komm auf meine Insel                                                        | — | — | — | Erstveröffentlichung: Dezember 1972                                                             |
| 1973 | Maja Komm auf meine Insel                                                                  | — | — | — | Erstveröffentlichung: August 1973                                                               |
| 1974 | Komm auf meine Insel                                                                       | — | AT11 (2 Mt.)AT | — | Erstveröffentlichung: März 1974                                                                 |
| 1974 | Was hast du am Sonntag allein gemacht Komm auf meine Insel                                 | — | AT14 (3 Mt.)AT | — | Erstveröffentlichung: Juni 1974                                                                 |
| 1974 | Rosemarie Das schönste im Leben                                                            | DE41 (3 Wo.)DE | AT18 (1 Mt.)AT | — | Erstveröffentlichung: August 1974                                                               |
| 1975 | Luana Das schönste im Leben                                                                | DE45 (1 Wo.)DE | — | — | Erstveröffentlichung: Januar 1975                                                               |
| 1975 | Ännchen von Tharau Die schönsten Volkslieder                                               | — | — | — | Erstveröffentlichung: Juli 1975                                                                 |
| 1975 | Arrivederci Napoli Ihre großen Erfolge                                                     | — | AT16 (1 Mt.)AT | — | Erstveröffentlichung: 15. August 1975                                                           |
| 1976 | Wenn weiße Wolken heimwärts zieh’n Von Herz zu Herz                                        | — | — | — | Erstveröffentlichung: Februar 1976                                                              |
| 1976 | Surf Baby Surf Marlena                                                                     | — | — | — | Erstveröffentlichung: Mai 1976                                                                  |
| 1976 | Marlena                                                                                    | — | — | — | Erstveröffentlichung: August 1976                                                               |
| 1977 | Kleine Sonja Marlena                                                                       | — | — | — | Erstveröffentlichung: Januar 1977                                                               |
| 1977 | Kinder des Sommers                                                                         | — | — | — | Erstveröffentlichung: Mai 1977                                                                  |
| 1977 | Schau in den Spiegel, du bist schön Kinder des Sommers                                     | — | — | — | Erstveröffentlichung: September 1977                                                            |
| 1978 | Bye Bye, Bella Señorita Heimweh nach Tahiti                                                | — | — | — | Erstveröffentlichung: Mai 1978                                                                  |
| 1978 | So wirst Du nie meine Braut Heimweh nach Tahiti                                            | — | — | — | Erstveröffentlichung: November 1978                                                             |
| 1979 | Rock‘n’Roll Lady Heimweh nach Tahiti                                                       | — | — | — | Erstveröffentlichung: April 1979                                                                |
| 1980 | Ich glaub’, dass Liebe mehr ist Immer nur träumen                                          | — | — | — | Erstveröffentlichung: Februar 1980                                                              |
| 1980 | Isabell Immer nur träumen                                                                  | — | — | — | Erstveröffentlichung: August 1980                                                               |
| 1980 | Die Nacht der tausend Rosen Immer nur träumen                                              | — | — | — | Erstveröffentlichung: August 1980                                                               |
| 1981 | Immer nur träumen                                                                          | — | — | — | Erstveröffentlichung: Februar 1981 Original: The Four Seasons – Silence Is Golden               |
| 1982 | Jackie Wünsche fliegen über’s Meer                                                         | — | — | — | Erstveröffentlichung: März 1982                                                                 |
| 1982 | Ein kleines Hotel bei Cuxhaven Wünsche fliegen über’s Meer                                 | — | — | — | Erstveröffentlichung: September 1982                                                            |
| 1983 | Nein, nein, ich bin lieber frei Ich halt’ zu Dir                                           | — | — | — | Erstveröffentlichung: März 1983                                                                 |
| 1983 | Nimm den ersten Zug Ich halt’ zu Dir                                                       | — | — | — | Erstveröffentlichung: Juli 1983                                                                 |
| 1984 | Ich kann den Anderen in deinen Augen sehen                                                 | — | — | — | Erstveröffentlichung: Februar 1984                                                              |
| 1984 | Maria la Catalania Ich kann den Anderen in deinen Augen sehen                              | — | — | — | Erstveröffentlichung: Juli 1984                                                                 |
| 1984 | Hab ich Dich verloren Ich kann den Anderen in deinen Augen sehen                           | — | — | — | Erstveröffentlichung: November 1984                                                             |
| 1985 | Auf rote Rosen fallen Tränen                                                               | — | — | — | Erstveröffentlichung: September 1985                                                            |
| 1986 | Ein kleines Lied vom Sonnenschein Auf rote Rosen fallen Tränen                             | — | — | — | Erstveröffentlichung: März 1986                                                                 |
| 1986 | Die rote Sonne von Barbados Nur wer die Sehnsucht kennt                                    | DE15 (12 Wo.)DE | AT27 (1 Mt.)AT | — | Erstveröffentlichung: Mai 1986                                                                  |
| 1986 | Nur wer die Sehnsucht kennt                                                                | — | — | — | Erstveröffentlichung: November 1986                                                             |
| 1987 | Mexico Aus Liebe weint man nicht                                                           | DE24 (18 Wo.)DE | — | — | Erstveröffentlichung: April 1987                                                                |
| 1987 | Malaika Aus Liebe weint man nicht                                                          | DE40 (10 Wo.)DE | — | — | Erstveröffentlichung: August 1987                                                               |
| 1988 | Arrivederci, Ciao, Amor Aus Liebe weint man nicht                                          | — | — | — | Erstveröffentlichung: Januar 1988                                                               |
| 1988 | St. Tropez Nur für Dich                                                                    | DE44 (17 Wo.)DE | — | — | Erstveröffentlichung: 16. Mai 1988                                                              |
| 1988 | Summer Lady Nur für Dich                                                                   | — | — | — | Erstveröffentlichung: September 1988                                                            |
| 1988 | Schlittenfahrt Weihnachten mit den Flippers                                                | — | — | — | Erstveröffentlichung: 14. November 1988                                                         |
| 1989 | Elisa Nur für Dich                                                                         | — | — | — | Erstveröffentlichung: Januar 1989                                                               |
| 1989 | Je t’aime heißt: Ich liebe dich Liebe ist …                                                | — | — | — | Erstveröffentlichung: März 1989 Original: The Teddy Bears – To Know Him Is to Love Him          |
| 1989 | Mitternacht in Trinidad Nur für Dich                                                       | — | — | — | Erstveröffentlichung: April 1989                                                                |
| 1989 | Sommerwind Liebe ist …                                                                     | — | — | — | Erstveröffentlichung: Juni 1989 Original: The Cats – One Way Wind                               |
| 1989 | Acapulco Nur für Dich                                                                      | — | — | — | Erstveröffentlichung: Juli 1989                                                                 |
| 1989 | Lotosblume                                                                                 | DE23 (18 Wo.)DE | — | — | Erstveröffentlichung: September 1989                                                            |
| 1990 | Moskau im Regen Lotosblume                                                                 | — | — | — | Erstveröffentlichung: Januar 1990                                                               |
| 1990 | Santa Maria Goodbye Sieben Tage Sonnenschein                                               | — | — | — | Erstveröffentlichung: Oktober 1990                                                              |
| 1990 | Sieben Tage Sieben Tage Sonnenschein                                                       | DE45 (19 Wo.)DE | — | — | Erstveröffentlichung: Juni 1990                                                                 |
| 1991 | Goodbye Eloisa Liebe ist … 2 – Melodie d’amour                                             | — | — | — | Erstveröffentlichung: Februar 1991                                                              |
| 1991 | Schuld war die Sommernacht auf Hawaii Liebe ist … 2 – Melodie d’amour                      | — | — | — | Erstveröffentlichung: Juni 1991 Original: Don & Dewey – Leavin’ It All Up to You                |
| 1991 | Mona Lisa Träume einer Nacht                                                               | DE58 (13 Wo.)DE | — | — | Erstveröffentlichung: Oktober 1991                                                              |
| 1992 | Liebeskummer Träume einer Nacht                                                            | DE73 (3 Wo.)DE | — | — | Erstveröffentlichung: Januar 1992                                                               |
| 1992 | Hasta la vista Liebe ist eine Rose                                                         | DE56 (8 Wo.)DE | — | — | Erstveröffentlichung: Februar 1992                                                              |
| 1992 | Mädchen von Capri Liebe ist eine Rose                                                      | DE58 (8 Wo.)DE | — | — | Erstveröffentlichung: Juni 1992                                                                 |
| 1992 | Im heißen Sand von Rhodos Liebe ist eine Rose                                              | DE72 (1 Wo.)DE | — | — | Erstveröffentlichung: September 1992                                                            |
| 1992 | Flip Flippers Flip –                                                                       | — | — | — | Erstveröffentlichung: 21. September 1992                                                        |
| 1993 | Angelina Sehnsucht nach Irgendwo                                                           | DE92 (2 Wo.)DE | — | — | Erstveröffentlichung: April 1993                                                                |
| 1993 | Tanzen unterm Regenbogen Sehnsucht nach Irgendwo                                           | DE100 (1 Wo.)DE | — | — | Erstveröffentlichung: September 1993                                                            |
| 1994 | Ein Herz auf Reisen Unsere Lieder                                                          | — | — | — | Erstveröffentlichung: April 1994                                                                |
| 1994 | Sayonara                                                                                   | — | — | — | Erstveröffentlichung: September 1994                                                            |
| 1995 | Der letzte Bolero Sommersprossen                                                           | — | — | — | Erstveröffentlichung: 3. April 1995                                                             |
| 1995 | Sommersprossen                                                                             | — | — | — | Erstveröffentlichung: 14. Oktober 1995                                                          |
| 1996 | Der Löwe schläft heut’ Nacht Liebe ist … 3 – Mein erster Gedanke                           | — | — | — | Erstveröffentlichung: April 1996 Solomon Linda – Mbube                                          |
| 1996 | Rote Sonne, weites Land                                                                    | DE96 (1 Wo.)DE | — | — | Erstveröffentlichung: 9. September 1996                                                         |
| 1997 | Lena – Steig in mein rotes Cabriolet Rote Sonne, weites Land                               | — | — | — | Erstveröffentlichung: 17. März 1997                                                             |
| 1997 | Manuels Melodie Ein Herz aus Schokolade                                                    | — | — | — | Erstveröffentlichung: 26. Mai 1997                                                              |
| 1997 | Ein Herz aus Schokolade                                                                    | DE93 (2 Wo.)DE | — | — | Erstveröffentlichung: 25. August 1997                                                           |
| 1998 | Das ganze Leben ist eine Wundertüte Das Leben ist eine Wundertüte                          | — | — | — | Erstveröffentlichung: 20. April 1998                                                            |
| 1998 | Liebe ist mehr als nur eine Nacht Das Leben ist eine Wundertüte                            | — | — | — | Erstveröffentlichung: September 1998                                                            |
| 1999 | Der Hit-auf-Hit-Party-Mix Das Hit-auf-Hit-Party-Album                                      | DE100 (1 Wo.)DE | — | — | Erstveröffentlichung: 1. Februar 1999                                                           |
| 1999 | In Venedig ist Maskenball Maskenball                                                       | DE88 (4 Wo.)DE | — | — | Erstveröffentlichung: 27. September 1999                                                        |
| 2000 | Abschiedswalzer Maskenball                                                                 | — | — | — | Erstveröffentlichung: 10. April 2000                                                            |
| 2000 | Der kleine Floh in meinem Herzen Der Floh in meinem Herzen                                 | DE89 (3 Wo.)DE | — | — | Erstveröffentlichung: 4. September 2000                                                         |
| 2001 | Bye, Bye Belinda Das muss doch Liebe sein                                                  | — | — | — | Erstveröffentlichung: 24. September 2001                                                        |
| 2022 | Wir sagen danke schön Das neue Hit auf Hit Partyalbum                                      | DE29 Gold · (11 Wo.)DE | — | — | Erstveröffentlichung: 18. Februar 2022 (Remix) Verkäufe: + 200.000                              |

grau schraffiert: keine Chartdaten aus diesem Jahr verfügbar

## Videoalben
| Jahr | Titel Musiklabel                                                                              | Höchstplatzierung, Gesamtwochen, AuszeichnungChartplatzierungen (Jahr, Titel, Musiklabel, Platzierungen, Wochen, Auszeichnungen, Anmerkungen) | Höchstplatzierung, Gesamtwochen, AuszeichnungChartplatzierungen (Jahr, Titel, Musiklabel, Platzierungen, Wochen, Auszeichnungen, Anmerkungen) | Höchstplatzierung, Gesamtwochen, AuszeichnungChartplatzierungen (Jahr, Titel, Musiklabel, Platzierungen, Wochen, Auszeichnungen, Anmerkungen) | Anmerkungen                                                                  |
| Jahr | Titel Musiklabel                                                                              | DE | AT | CH | Anmerkungen                                                                  |
| ---- | --------------------------------------------------------------------------------------------- | --- | --- | --- | ---------------------------------------------------------------------------- |
| 1994 | Unsere Lieder: Ihre größten Hiterfolge aus 25 Jahren – Die Flippers auf Mallorca Ariola (BMG) | DE* GoldDE | AT*AT | — | Erstveröffentlichung: 9. Mai 1994 Verkäufe: + 25.000; * siehe Studioalbum    |
| 1996 | Liebe ist … 3 – Mein erster Gedanke – Die Flippers in Venedig Ariola (BMG)                    | DE* GoldDE | AT*AT | — | Erstveröffentlichung: 26. April 1996 Verkäufe: + 25.000; * siehe Studioalbum |
| 1998 | Das Leben ist eine Wundertüte – Die Flippers an der Côte d’Azur Ariola (BMG)                  | DE*DE | — | — | Erstveröffentlichung: 21. September 1998 * siehe Studioalbum                 |
| 1999 | Maskenball – Die Flippers im Tessin Ariola (BMG)                                              | DE*DE | — | — | Erstveröffentlichung: 1. Oktober 1999 * siehe Studioalbum                    |
| 2002 | Eine musikalische Zeitreise Ariola (BMG)                                                      | DE— GoldDE | — | — | Erstveröffentlichung: 8. April 2002 Verkäufe: + 25.000                       |
| 2002 | Isabella – Die Flippers am Gardasee Ariola (BMG)                                              | DE*DE | — | — | Erstveröffentlichung: 16. September 2002 * siehe Studioalbum                 |
| 2003 | Immer, immer wieder – Die Flippers an der Costa del Sol Ariola (BMG)                          | DE*DE | — | — | Erstveröffentlichung: 15. September 2003 * siehe Studioalbum                 |
| 2004 | Unsere schönsten musikalischen Reisen – Teil 1 Ariola (Sony BMG)                              | DE— GoldDE | — | — | Erstveröffentlichung: 5. April 2004 Verkäufe: + 25.000                       |
| 2004 | Unsere schönsten musikalischen Reisen – Teil 2 Ariola (Sony BMG)                              | DE94 Gold · (1 Wo.)DE | — | — | Erstveröffentlichung: 6. September 2004 Verkäufe: + 25.000                   |
| 2005 | Hundertmal – Die Flippers in Istrien Ariola (Sony BMG)                                        | DE*DE | — | CH*CH | Erstveröffentlichung: 19. September 2005 * siehe Studioalbum                 |
| 2009 | Das Beste aus 40 Jahren Ariola (Sony)                                                         | DE95 Gold · (1 Wo.)DE | AT4 (8 Wo.)AT | — | Erstveröffentlichung: 27. November 2009 Verkäufe: + 25.000                   |
| 2011 | Best of Live – Die Abschiedstournee 2011 Ariola (Sony)                                        | DE9 Gold · (26 Wo.)DE | AT8 (1 Wo.)AT | CH5 (3 Wo.)CH | Erstveröffentlichung: 18. März 2011 Verkäufe: + 25.000                       |

## Sonderveröffentlichungen
| Jahr | Titel Musiklabel                                     | Anmerkungen                |
| ---- | ---------------------------------------------------- | -------------------------- |
| 1970 | Weine nicht kleine Eva S*R International (Bellaphon) | Erstveröffentlichung: 1970 |

## Promoveröffentlichungen
| Jahr | Titel Album                                                     | Anmerkungen                                                                                     |
| ---- | --------------------------------------------------------------- | ----------------------------------------------------------------------------------------------- |
| 1980 | Oldies Original Hit-Version Die Flippers                        | Erstveröffentlichung: Februar 1980 Inhalt: Weine nicht, kleine Eva + Sha La La, I Love You      |
| 1984 | Oldies Original Stars Marlena • Komm auf meine Insel            | Erstveröffentlichung: März 1984 Inhalt: Kleine Sonja + Was hast du am Sonntag allein gemacht    |
| 1988 | Oldies Original Stars Komm auf meine Insel                      | Erstveröffentlichung: 1988 Inhalt: Was hast du am Sonntag allein gemacht + Komm auf meine Insel |
| 1996 | Weit, weit von Hongkong Sommersprossen                          | Erstveröffentlichung: Januar 1996                                                               |
| 1996 | Mexican Lady Liebe ist … 3 – Mein erster Gedanke                | Erstveröffentlichung: Juni 1996                                                                 |
| 1997 | Hitmix –                                                        | Erstveröffentlichung: September 1997                                                            |
| 1998 | Lady Bonita Ein Herz aus Schokolade                             | Erstveröffentlichung: Februar 1998                                                              |
| 2001 | Die weißen Mühlen von Rhodos Der Floh in meinem Herzen          | Erstveröffentlichung: Februar 2001                                                              |
| 2002 | Sie will einen Italiener Das muss doch Liebe sein               | Erstveröffentlichung: Februar 2002                                                              |
| 2002 | Isabella                                                        | Erstveröffentlichung: August 2002                                                               |
| 2003 | 3 Töne am Piano Isabella                                        | Erstveröffentlichung: März 2003                                                                 |
| 2003 | Immer immer wieder                                              | Erstveröffentlichung: August 2003                                                               |
| 2004 | Wetten, dass … Solang in uns ein Feuer brennt                   | Erstveröffentlichung: August 2004                                                               |
| 2005 | Hundertmal                                                      | Erstveröffentlichung: August 2005                                                               |
| 2006 | Du bist ein ungelöstes Rätsel Hundertmal                        | Erstveröffentlichung: Februar 2006                                                              |
| 2006 | Du bist der Oscar meines Herzens                                | Erstveröffentlichung: August 2006                                                               |
| 2006 | Er war der größte Casanova Du bist der Oscar meines Herzens     | Erstveröffentlichung: 2006                                                                      |
| 2007 | Kein Weg zu weit                                                | Erstveröffentlichung: August 2007                                                               |
| 2008 | Mit der Raupe fahr’n Wünsche fliegen über’s Meer                | Erstveröffentlichung: 2008                                                                      |
| 2008 | Auch wenn ich Millionär wär Kein Weg zu weit                    | Erstveröffentlichung: Februar 2008                                                              |
| 2008 | Ay, Ay, Herr Kapitän                                            | Erstveröffentlichung: August 2008                                                               |
| 2009 | Einer für alle Ay, Ay, Herr Kapitän                             | Erstveröffentlichung: Januar 2009                                                               |
| 2010 | Du bist ein Fall für meine Träume Es war eine wunderschöne Zeit | Erstveröffentlichung: September 2010                                                            |

## Boxsets (Auswahl)
| Jahr | Titel Musiklabel                                       | Höchstplatzierung, Gesamtwochen, AuszeichnungChartplatzierungen (Jahr, Titel, Musiklabel, Platzierungen, Wochen, Auszeichnungen, Anmerkungen) | Höchstplatzierung, Gesamtwochen, AuszeichnungChartplatzierungen (Jahr, Titel, Musiklabel, Platzierungen, Wochen, Auszeichnungen, Anmerkungen) | Höchstplatzierung, Gesamtwochen, AuszeichnungChartplatzierungen (Jahr, Titel, Musiklabel, Platzierungen, Wochen, Auszeichnungen, Anmerkungen) | Anmerkungen                                               |
| Jahr | Titel Musiklabel                                       | DE | AT | CH | Anmerkungen                                               |
| ---- | ------------------------------------------------------ | --- | --- | --- | --------------------------------------------------------- |
| 2004 | Sommer, Sonne, Zärtlichkeit Ariola Express (BMG)       | DE— GoldDE | — | — | Erstveröffentlichung: 4. Oktober 2004 Verkäufe: + 100.000 |
| 2019 | 50 Jahre – Das weiße Jubiläums-Album Sony Music (Sony) | DE94 (1 Wo.)DE | — | — | Erstveröffentlichung: 29. November 2019                   |

## Statistik

### Chartauswertung
Die folgenden Auswertungen bieten eine Aufstellung über die Charterfolge der Flippers in Deutschland, Österreich und der Schweiz. Zu beachten ist, dass sich Videoalben in Deutschland auch in den Albumcharts platzieren, die Chartangaben aus Österreich und der Schweiz stammen aus eigenständigen Musik-DVD-Charts.
|                     | DE     | AT     | CH     |
| ------------------- | ------ | ------ | ------ |
| Nummer-eins-Alben   | DE—DE  | AT—AT  | CH—CH  |
| Top-10-Alben        | DE19DE | AT1AT  | CH—CH  |
| Alben in den Charts | DE39DE | AT15AT | CH15CH |

|                       | DE     | AT    | CH    |
| --------------------- | ------ | ----- | ----- |
| Nummer-eins-Singles   | DE—DE  | AT—AT | CH—CH |
| Top-10-Singles        | DE2DE  | AT—AT | CH2CH |
| Singles in den Charts | DE25DE | AT7AT | CH2CH |

|                          | DE    | AT    | CH    |
| ------------------------ | ----- | ----- | ----- |
| Nummer-eins-Videoalben   | DE—DE | AT—AT | CH—CH |
| Top-10-Videoalben        | DE—DE | AT2AT | CH1CH |
| Videoalben in den Charts | DE—DE | AT2AT | CH1CH |

### Auszeichnungen für Musikverkäufe
Die folgende Statistik bietet eine Übersicht der Tonträgerauszeichnungen der Flippers, die durch offizielle Organisationen verliehen wurden. Quellen zufolge soll die Band über 56 Gold- und Platin-Auszeichnungen erhalten haben.
Anmerkung: Auszeichnungen in Ländern aus den Charttabellen bzw. Chartboxen sind in ebendiesen zu finden.
| Land/RegionAuszeichnungen für Musikverkäufe (Land/Region, Auszeichnungen, Verkäufe, Quellen) | Gold       | Platin     | Verkäufe  | Quellen           |
| -------------------------------------------------------------------------------------------- | ---------- | ---------- | --------- | ----------------- |
| Deutschland (BVMI)                                                                           | 40× Gold40 | 6× Platin6 | 9.075.000 | musikindustrie.de |
| Insgesamt                                                                                    | 40× Gold40 | 6× Platin6 |           |                   |